# طوماس فريتش
طوماس فريتش (16 يناير 1944 - 21 أبريل 2021) (بالألمانية: Thomas Fritsch)‏ هو مغني وممثل ألماني. وهو ابن الممثل ويلي فريتش.

## وصلات خارجية
- طوماس فريتش على موقع IMDb (الإنجليزية)
- طوماس فريتش على موقع مونزينجر (الألمانية)
- طوماس فريتش على موقع ألو سيني (الفرنسية)
- طوماس فريتش على موقع ميوزك برينز (الإنجليزية)
- طوماس فريتش على موقع أول موفي (الإنجليزية)
- طوماس فريتش على موقع قاعدة بيانات الأفلام السويدية (السويدية)
- طوماس فريتش على موقع ديسكوغز (الإنجليزية)
- طوماس فريتش على موقع قاعدة بيانات الفيلم (الإنجليزية)
- طوماس فريتش على موقع كينوبويسك (الروسية)